# Belloy (Oise)
Belloy település Franciaországban, Oise megyében. Lakosainak száma 70 fő (2022. január 1.). Belloy Lataule, Méry-la-Bataille és Neufvy-sur-Aronde községekkel határos.

## Népesség
A település népességének változása:
| Lakosok száma | 90   | 94   | 95   | 94   | 89   | 84   | 79   | 76   | 70   |
|               | 2013 | 2015 | 2016 | 2017 | 2018 | 2019 | 2020 | 2021 | 2022 |